# Ance
Ance is een plaats en voormalige gemeente in het Franse departement Pyrénées-Atlantiques (regio Nouvelle-Aquitaine) en telt 215 inwoners (1999). De plaats maakt deel uit van het arrondissement Oloron-Sainte-Marie. Ance is op 1 januari 2017 gefuseerd met de gemeente Féas tot de gemeente Ance Féas. 

## Geografie
De oppervlakte van Ance bedraagt 10,3 km², de bevolkingsdichtheid is 20,9 inwoners per km².
De onderstaande kaart toont de ligging van Ance met de belangrijkste infrastructuur en aangrenzende gemeenten.

## Demografie
Onderstaande figuur toont het verloop van het inwonertal.